# Last Christmas
"Last Christmas" este un cântec al formației britanice Wham!, care a fost lansat de Epic Records în 1984, alături de melodia "Everything She Wants". A fost scris și produs de George Michael, de asemena melodia a fost cântată de mulți alți artiști de la lansarea sa inițială.
În 1984, anul lansării, a petrecut cinci săptămâni pe locul 2 în UK Singles Chart. A ajuns pe prima poziție abia 37 de ani mai târziu, pe 7 ianuarie 2021. În decembrie 2023, a devenit Number One de Crăciun în Marea Britanie.